# Henrik Wergeland
Henrik Arnold Thaulow Wergeland (17. června 1808 Kristiansand – 12. července 1845 Christiania, nyní Oslo) byl norský romantický básník, historik, spisovatel, teolog, archivář, novinář a dramatik, představitel norského národního obrození.

## Život
Byl nejstarším synem pastora Nikolaie Wergelanda (1780–1848), který byl v roce 1814 členem ustavujícího norského ústavodárného shromáždění v Eidsvollu, kde přijalo norskou ústavu a formalizovalo rozpuštění unie s Dánskem. Po absolvování katedrální školy v Christianii začal studovat teologii na Královské Fredrikově univerzitě. Během studia žil nevázaným studentským životem a prožil řadu neopětovaných lásek, které zanechaly hlubokou stopu v jeho mladistvé poezii.

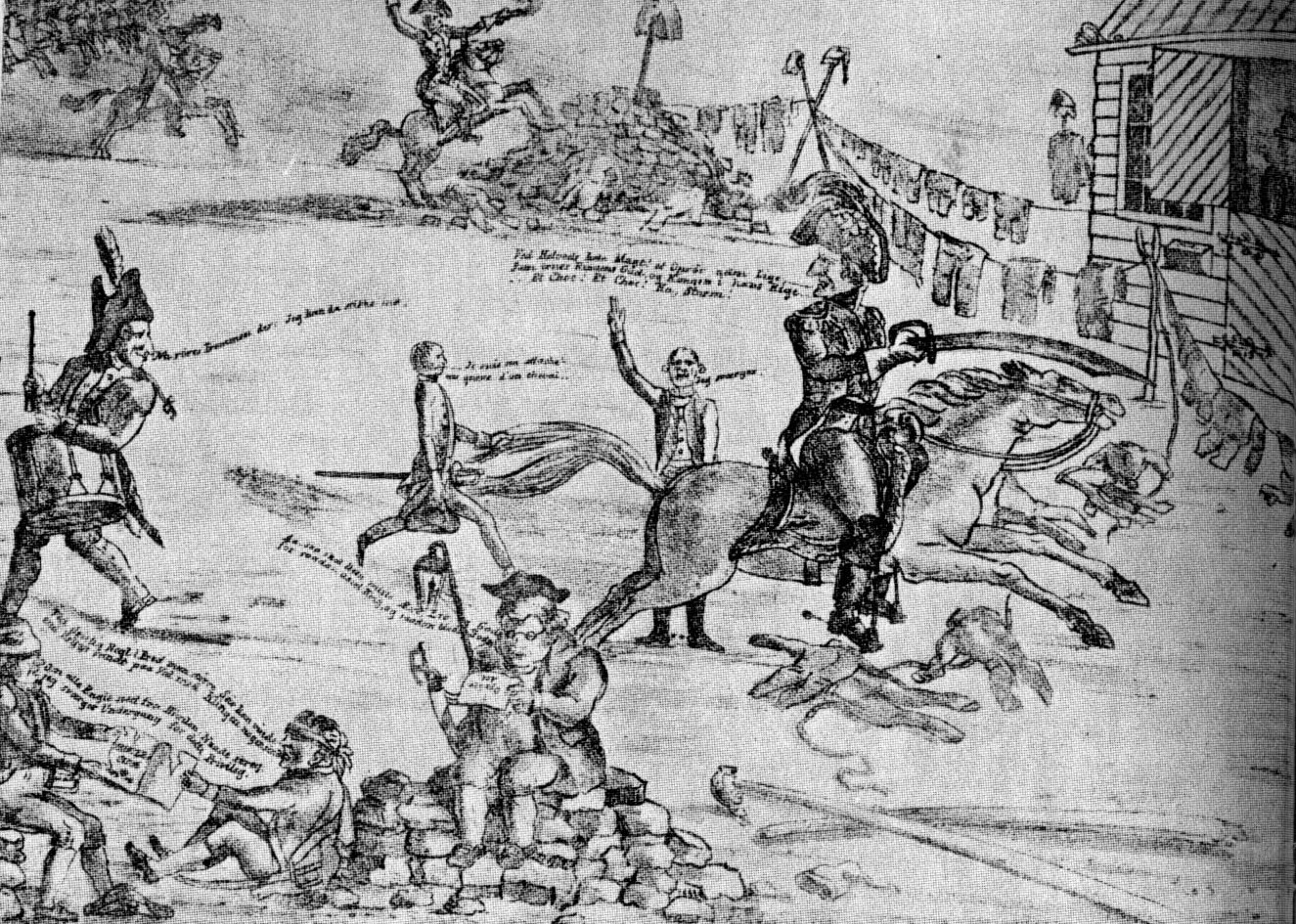
Wergelandova kresba z vydání hry Phantasmer (1829) založená na tzv. bitvě na náměstí v Christianii mezi demonstranty oslavujícími ústavu z roku 1814 a vojenskými silami

Studium úspěšně ukončil roku 1829, nikdy však žádný církevní úřad nezastával, pravděpodobně kvůli svému nechvalně známému životnímu stylu a svým náboženským názorům, které byly v rozporu s dogmatikou té doby. Věnoval se tak především literatuře. Roku 1829 se také stal symbolem boje za oslavu ústavy z roku 1814, který vyvrcholil tzv. bitvou na náměstí v Christianii mezi demonstranty a vojenskými silami, protože jakákoliv oslava ústavy byla královským dekretem zakázána.
Ve 30. letech Wergeland pracoval jako básník, dramatik, novinář, redaktor a někdy i jako náhradní kněz u svého otce v Eidsvollu. Roku 1831 navštívil Francii a odnesl si odtud nové a politicky radikální myšleny červencové revoluce z roku 1830. Roku 1834 se pustil do studia medicíny, ale za dva roky studia zanechal. Svými dramatickými pracemi, se kterými začal již koncem dvacátých let, se stal zakladatelem norského vaudevillu a frašky, které psal většinou pd pseudonymem Siful Sifadda. Zprvu byly jeho divadelní hry nenáročné a bez vyššího uměkeckého záměru, ale po roce 1836 se v nich začal zabývat vážnějšími otázkami. V letech 1835–1837 redigoval radikální časopis Statsborgeren a mimo to vydával politické letáky a písně, v nichž kritizoval vládu.

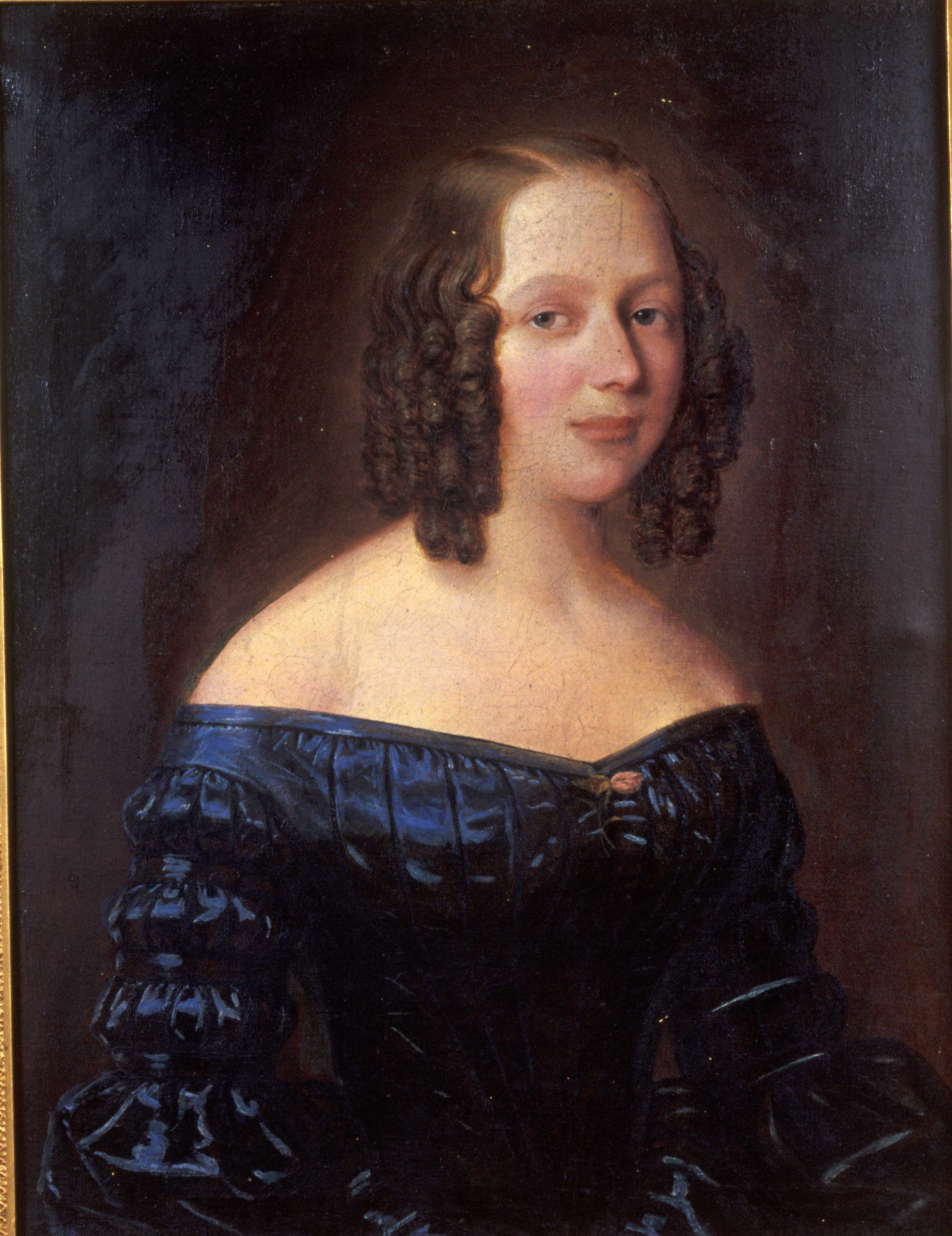
Wergelandova manželka Amalie Sofie na obraze od Carla Petera Lehmanna

Roku 1836 získal místo knihovníka v Univerzitní knihovně. Roku 1837 se zúčastnil na výzvu Christiánského divadla (Christiania Theater) soutěže o národní drama hrou Cambellerne (Campbellové), ale získal až druhou cenu za hrou Kong Sverres Ungdom (Mládí krále Sverra) od Andrease Muncha, kterou bylo divadlo slavnostně otevřeno. Na konci podzimu roku 1838 král Carl Johan nabídl Wergelandovi malou „královskou penzi“, která mu poskytla dostatečný příjem, aby se mohl oženit a usadit, což však vyvolalo velkou kritiku jeho starých přátel, kteří se domnívali, že se zaprodal králi. Postupně u něho ale opravdu docházelo k odklonu od revolučních a republikánských myšlenek, jehož příčinou byla snaha o získání životních jistot. Roku 1839 se oženil s Amalií Sofií Bekkevoldovou, která se stala inspirací pro jeho další milostnou poezii. Jejich manželství bylo bezdětné, proto roku 1842 přijali za svého sedmiletého Olafa Knudsena. Šlo o Wergelandova nemanželského syna, kterého měl se služkou svého otce v Eidsvollu.

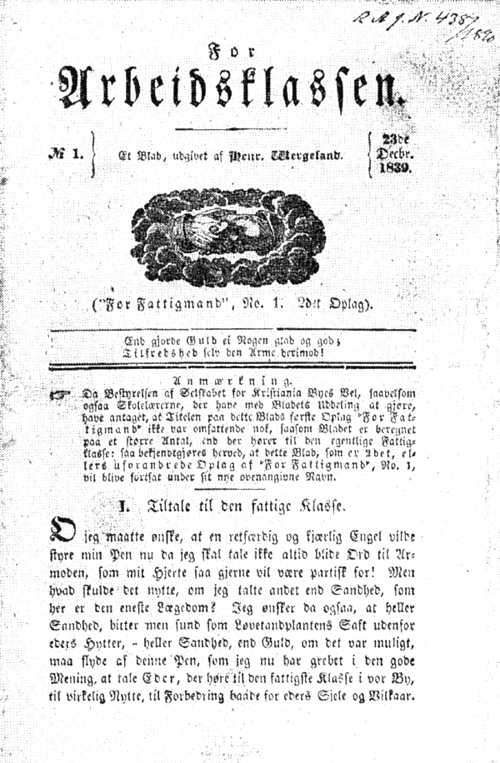
První číslo týdeníku For arbeidsklassen (Pro dělnou třídu) z roku 1839

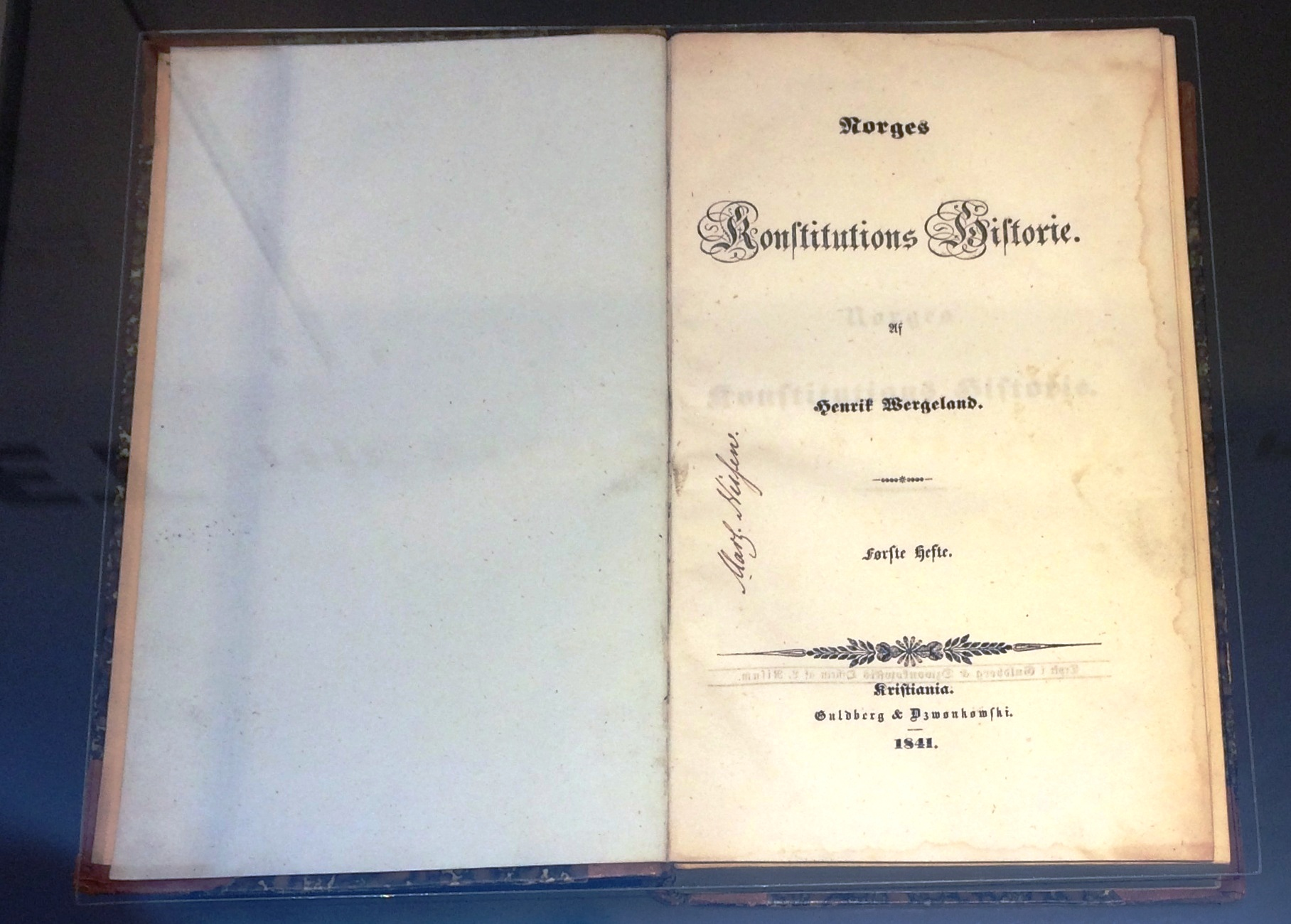
První část díla Norges Konstitusjons Historie (Historie norské ústavy) z roku 1841

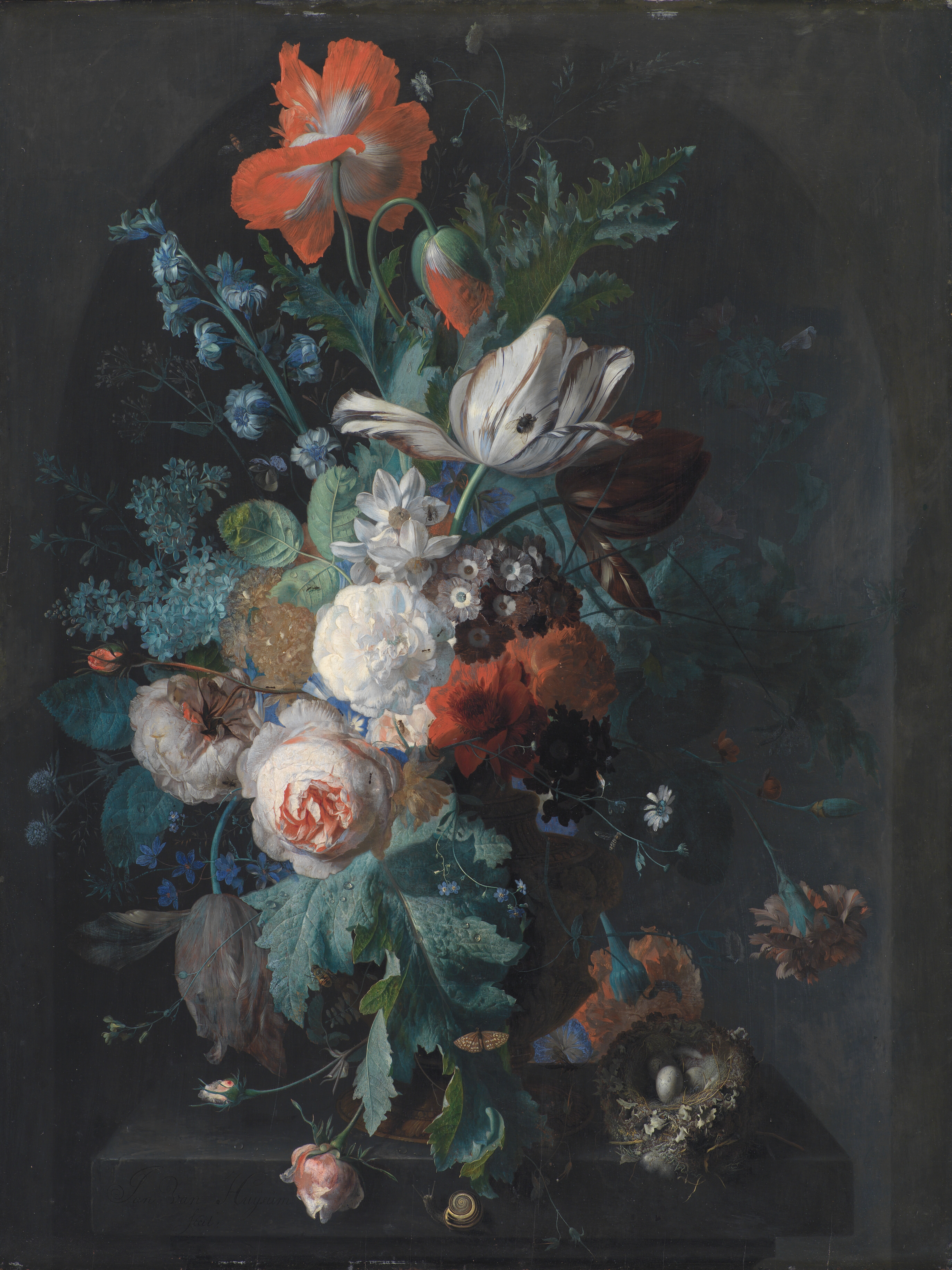
Obraz s květinami od Jana van Huysuma, podle kterého napsal Wergeland báseň patřící k vrcholům jeho tvorby

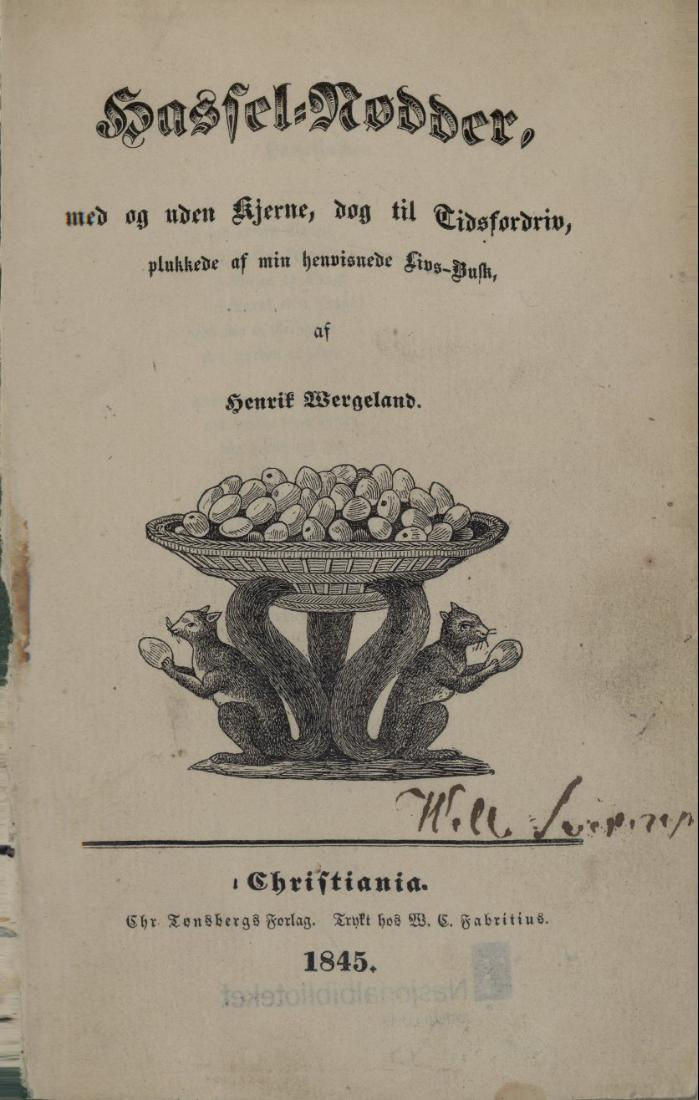
Titulní list Wergelandovy autobiografie Hassel-Nødder (Lískové ořechy) z roku 1845

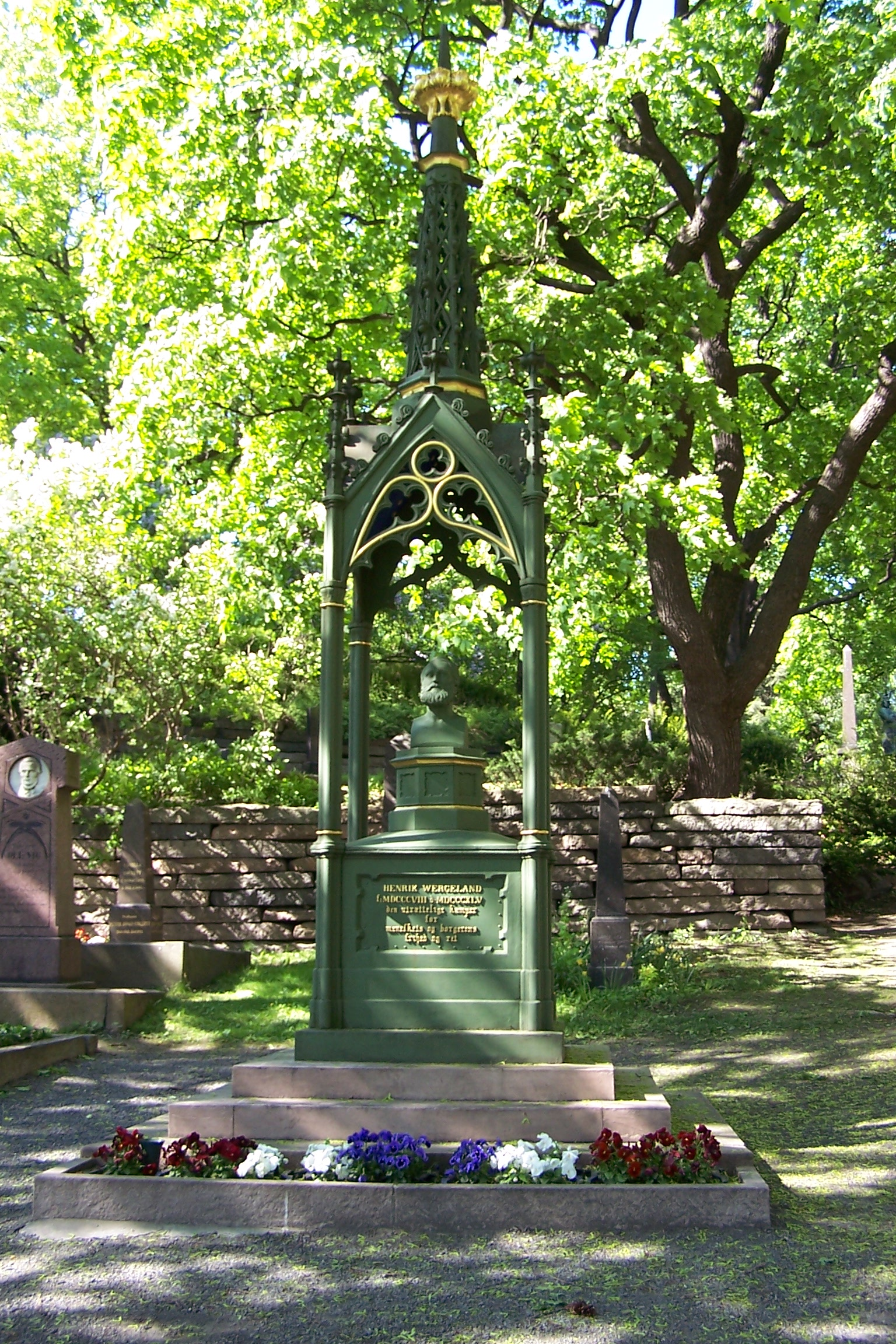
Wergelandův hrob v Oslu

Roku 1840 se Wergeland stal norským říšským archivářem a tuto funkci vykonával až do roku 1844. Roku 1841 si postavil dům Grotten v centru Christianie nedaleko nového norského královského paláce, který je od roku 1924 čestnou rezidencí norského státu pro umělce. V té době se také velmi angažoval ve změně ústavy, která odepírala Židům přístup do norského království. Zapletl se také do několika soudních případů, které ho trápily po zbytek jeho života. Roku 1843 byl zvolen členem Královské norské vědecké společnosti (Det Kongelige Norske Videnskabers Selskab) v Trondheimu a koncem tohoto roku pocítil první známky vážného onemocnění plic. Soudy zničily jeho finance a on musel Grotten v roce 1845 prodat. Brzy na to, zchudlý, zemřel na tuberkulózu a rakovinu plic. Jeho pohřbu se zúčastnily tisíce lidí. Pohřben byl ve skromné části Hřbitova našeho spasitele (Vår Frelsers gravlund) v Christianii, ale v roce 1848 byly jeho ostatky přemístěny na dnešní, důstojnější místo. Roku 1849 byl na jeho novém hrobě umístěn pomník, který zaplatili norští Židé.

## Literární, jazykové a politické spory
Přestože se Wergeland dožil pouhých 37 let, jeho škála činností zahrnovala literaturu, teologii, historii, současnou politiku, sociální otázky i vědu. Měl vznětlivou povahu a ochotně bojoval za sociální spravedlnost. Jeho názory byly ve své době kontroverzní a jeho literární styl byl odsuzován jako divoký a beztvarý.
Do zásadního sporu se dostal především s významným představitelem literární kritiky a estetiky Johanem Sebastianem Welhavenem. Spor, který se datoval již od studentských let, kdy byly oba členy tzv. Studentského spolku (Studentersamfunde), vyrůstal jednak z estetických hledisek (Welhaven jako básník používal přísné metrické formy a napadal pro něj nelogicky rozvolněnou formu Wergelandových veršů), jednak z hledisek ideových (proti Wergelandově koncepci norské národní svébytnosti založené na lidové tradici prosazoval Welhaven pokračující kulturní sepětí s Dánskem).
Dalším problémem byla otázka norského spisovného jazyka. Od roku 1397, kdy se Norsko dostalo pod dánskou nadvládu, byla celá norská kultura tvořena v dánštině, které na venkově, kde se mluvilo spoustou dialektů, málokdo rozuměl. Proto Wergeland usiloval o jazyk, který by přiblížil kulturu lidovým vrstvám, aniž by přitom přerušil kontinuitu kulturního národního vývoje. Požadoval jazykovou reformu spočívající v ponoršťování dánštiny. Společně se svými kolegy seskupenými kolem časopisu Statsborgeren se tak zasloužil o vytvoření dánsko-norského jazyka riksmål (říšský jazyk) dnes nazývaný bokmål (knižní řeč), který byl poprvé kodifikován roku 1852. Svými snahami se opět dostal do sporu s Welhavenem, který usiloval o naprostou jazykovou čistotu směrem k dánštině.
Z Wergelandova radikálního liberalismu a národního obrozenectví vyrůstala jeho enormní vzdělavatelská aktivita spojená s politickými cíli. Jednak vynikal jako řečník na politických akcích, jednak publikoval své myšlenky v letech 1830 až 1839 v devíti číslech časopisu For almuen (Pro lid) a od roku 1839 až do své smrti v týdeníku For arbeidsklassen (Pro dělnou třídu). Wergelandovy názory popudili společenskou smetánku tak, že při druhém představení jeho hry Cambellerne (Campbellové) roku 1838 v Christiania Theater si dvacet šest význačných a vysoce postavených Welhavenových příznivců zakoupili nejlepší místa v hledišti a pomocí malých trumpetek začali hned od začátku rušit představení. Výsledkem této tzv. „Campbellské bitvy“, kterou odsoudil mimo jiné i Welhaven, byla rvačka uvnitř i vně divadelní budovy a v okolních ulicích..

## Překladatelská činnost
Wergeland se také zabýval překladatelskou činností. Překládal hlavně básně, ale také některé prózy, z nejméně sedmi původních jazyků: angličtiny (Thomson, Coleridge, Byron), skotštiny (Burns), francouzštiny (La Fontaine, Hugo, Delavigne), němčiny (Heine), švédštiny (Nicander, Tegnér), polštiny (Mickiewicz) a řečtiny (Feraios) a pravděpodobně také z hebrejštiny (Habakuk), někdy i za pomocí jazykových konzultantů. Velkou část této produkce tvořily básně určené dětem, publikované mimo jiné v knížce pro děti Vinterblommer i barnekammeret (Zimní květiny v dětském pokoji) z roku 1840.

## Výběrová bibliografie

### Básnické dílo
- Digte. Første Ring (1829, Básně, první cyklus), básnická sbírka subjektivní lyriky, které dominují milostné básně pro ideální vysněnou ženu Stellu, založenou na čtyřech dívkách, do kterých se Wergeland neúspěšně zamiloval. Básně jsou často psány volným stylem s měnícím se rýmem a rytmickými vzory a občas i bez rýmu, na což nebyly tehdejší čtenáři zvyklí.
- Skabelsen, Mennesket og Messias (1830, přepracováno 1834, definitivní verze 1845, Stvoření, člověk a Mesiáš), rozsáhlá lyrickoepická nábožensko-filozofická báseň patřící k vrcholům Wergelandovy tvorby. Obsahem díla jsou duchovní dějiny lidstva od božího stvoření po definitivní vítězství křesťanství a lidského bratrství v budoucnosti. Vývoj lidstva je v díle chápán jako boj mezi světlem a temnotou. Autor odsuzuje tyranie založené na zneužívání moci a na manipulaci s myslí lidí ze strany mocichtivých kněží a klade řadu otázek o Bohu, stvoření, pomíjivosti a smyslu lidské existence. Ostrou kritiku tohoto díla napsal Johan Sebastian Welhaven, kterému se Wergelandovo dílo jevilo jako „dokonalá disharmonie“.
- Spaniolen (1833, Španěl), dramaticko-lyrický cyklus básní , jehož hlavním hrdinou je bojovník za svobodu, který je pronásledován španělským králem Ferdinandem VII . Jako uprchlík se ztratí v Norsku, kde umírá zimou na ledovci, přičemž zároveň hlas z hůry oznamuje, že ve stejné chvíli umírá i španělský král.
- Digte. Anden Ring (1834, Básně, druhý cyklus), básnická sbírka silně ovlivněná dobovou politickou situací, zejména francouzskou červencovou revolucí z roku 1830 a povstáním v Polsku v roce 1831. Básně ve sbírce vzdávají hold ideálům svobody, rovnosti a bratrství.
- Politiske Fabler (1837, Politické bajky), sbírka bajek s alegorickým politickým obsahem.
- Jan van Huysums Blomsterstykke (1840, Obraz s květinami Jana van Huysuma), báseň patřící k vrcholům Wergelandovy tvorby. Je založená na jeho meditaci při pozorování obrazu nizozemského malíře Jana van Huysuma, na jejímž základě básník vytvořil fiktivní tragický příběh, ve kterém květiny symbolizují jeho postavy. Báseň, která je vlastně ekfráze (literární popis výtvarného díla), je složena veršem i prózou. Autor požívá rým, ale kdykoliv chce vyjádřit emocionální vzrušení, opouští ho.
- Poesier (1838, Poezie), básnická sbírka milostné poezie inspirovaná láskou k jeho budoucí manželce Amalii Sofii Bekkevoldové.
- Vinterblommer i barnekammeret (1840, Zimní květiny v dětském pokoji), vlastní i přeložené básně určené dětem.
- Svalen (1841, Vlaštovka), báseň napsaná pro Wegelandovu sestru Augustu, které zemřela dcerka.
- Mig Selv (1841, Já sám), báseň, která byla odpovědí na napadání Wergelanda ze strany týdeníku Morgenbladet, který se nakonec omluvil.
- Jøden, ni blomstrende Torneqviste (1842, Žid, devět kvetoucích šípkových haluzí), sbírka básní a krátkých her vydaná jako příspěvek k boji za právo Židů na pobyt v Norsku.
- Den engelske Lods (1844, Anglický lodivod), lyrickoepická báseň (poema) o nešťastné lásce dvou mladých lidí s prvky gotického románu.
- Jødinden, elleve blomstrende tornekviste (1844, Židovka, jedenáct kvetoucích šípkových haluzí), sbírka básní a krátkých her, které lze považovat za doplněk ke sbírce Žid z roku 1842 zaměřený na problémy židovských žen.
- Mennesket (1845, Člověk), definitivní verze básníkova díla Stvoření, člověk a Mesiáš.
- Til min Gyldenlak (1845, Pro můj zlatobýl), báseň, ve které Wergeland vyjadřuje svou bolest nad tím, že musí brzy opustit život, ale zároveň je smířen se svým osudem.

### Dramatická tvorba
- Ah! (1827, Ach!), fraška napsaná pod pseudonymem Siful Sifadda, ve které je zobrazen směšný boj o volné místo kostelníka.
- Irreparabile tempus (1828), něco jako „nenahraditelný čas“, fraška napsaná pod pseudonymem Siful Sifadda, která kritizuje hloupou měšťáckou výchovu dívek z lepších vrstev.
- Sinclars Død (1828, Sinclairova smrt), tragédie o pobytí vojenské skupiny Skotů norským selským vojskem, které poslal švédský král roku 1612 do Dánska.
- Opium! (1828, tiskem 1831), komedie pojednávající o vztahu fantazie a reality a o pokrytectví mocných.
- Phantasmer efter Ravnekrog-Poetens Manuscript (1829, Fantazie podle rukopisu kocourkovského básníka), politická fraška se silnými prvky realismu založená na tzv. bitvě na náměstí v Christianii mezi demonstranty a vojenskými silami při zakázané oslavě norské ústavy z roku 1814. Děj se odehrává před chudobincem v Kocourkově, který je nakonec vzat útokem zesměšňované městské posádky.
- Harlequins Virtuos (1830, Virtuos Harlekýn), fraška útočící proti vystupování dánských herců na norských divadelních scénách.
- Om Smag og Behag man ikke disputere (1832, O vkusu a kráse se nedisputuje), fraška kritizující podánšťování norského divadla namířená proti názorům Johana Sebastiana Welhavena.
- Papegøien. Et Fastelavnsriis af Siful Sifadd (1835, Papoušek, postní koště od Sifula Sifaddy), fraška, další ostrý útok na pronikání dánského vlivu do norského literárního života.
- Den indiske Cholera (1835, Indická cholera), drama odehrávající se v Indii líčící boje mezi domácími vládci a anglickými kolonizátory.
- De sidste Kloge (1835, Poslední moudří), satirická dystopická hra s prvky středověké morality namířená proti vykořisťování chudých lidí odehrávající se na fiktivním ostrově ve vzdálené budoucnosti .
- Barnemordersken (1835, Matka vražednice), hra odehrávající se ve Francii ve 13. století a popisující náboženské pronásledování Valdenských. V centru konfliktu je také svobodná matka, která omylem připraví o život své dítě.
- Norge i 1800 og 1836 (1836, Norsko v roce 1800 a 1836), fraška v níž srovnává měnící se životní pocity dvou norských generací a kritizuje švédské zanedbávání Norska v unii.
- Stockholmsfareren (1837, Cestující do Stockholmu), dvoudílná hudební fraška o kariéristech, kteří si jezdí do Stockholmu pro odměny.
- Cambellerne (1837,Campbellové), hudební hra založená na melodiích a básních Roberta Burnse, jejíž děj kritizuje vládu Britské Východoindické společnosti v Indii, chudobu a nesvobodu ve Skotsku a sociální podmínky v Norsku. Druhé uvedení této hry v Christiania Theater vedlo k tzv. „Campbellské bitvě“, jak byla nazvána provokace význačných a vysoce postavených Welhavenových příznivců při představení a následující rvačka uvnitř i vně divadelní budovy a v okolních ulicích.
- Hytten, eller Kristian den II. dens Afreise fra Norge (1838, Chýše aneb odjezd Kristiana II. z Norska), historická hra o rozkolu mezi dánským králem Kristianem II., šlechtou a sedláky roku 1523 obsahující plno protidánských narážek..
- Verden tilhører os Jurister (1840, Svět patří nám právníkům), fraška.
- Venetianerne eller Venskab og Kjærlighed (1841, Benátčané aneb Přátelství a láska), drama o pěti jednáních, uvedené v divadle Christiania v roce 1841, tiskem 1843.

### Próza
- Hvad Mennesket veed, bør troe og gjøre (1829, Co člověk ví, več má věřit a co má dělat), názory na výchovu se stručným přehledem přírodovědy, náboženského učení a morálky.
- Hvi skrider Menneskeheden saa langsomt frem? (1831, Proč kráčí lidstvo tak pomalu vpřed?), historická esej, ve které Wegeland vyjadřuje svůj názor, že Bůh povede lidstvo k pokroku a k jasnějším dnům.
- Sortkridttegninger (1833, Kresby černou křídou), skica.
- Figurer (1837, Postavy), povídka.
- Norges Konstitusjons Historie (1841-1843, Historie norské ústavy), politicko-historická práce, tři díly.
- Jødesagen i Det norske Storthing (1842, Židovská otázka v norském parlamentu), esej.
- Hassel-Nødder (1845, Lískové ořechy), autobiografie napsaná smrtelně nemocným Wergelandem a vydaná posmrtně.

## Adaptace
- Isaak, der Handelsjude, němý německý krátký film z roku 1912 podle Wergelandovy básně, režie Adolf Gärtner.

## Česká vydání
- Obraz s květinami Jana van Huysuma. Praha: Supraphon 1983. Přeložila Milada Blekastadová a verše Vladimír Mikeš za jazykové spolupráce Františka Fröhlicha.
- Obraz s květinami Jana van Huysuma. Praha: Evropský kulturní klub 1992. Přeložil Josef Hiršal a Josef Vohryzek.